# Galt (Iowa)
Galt és una població dels Estats Units a l'estat d'Iowa. Segons el cens del 2000 tenia 30 habitants,15 habitatges, i 12 famílies. La densitat de població era de 21,5 habitants/km².